# متلازمة القزحية المتحركة
متلازمة القزحية المتحركة (بالإنجليزية: Intraoperative floppy iris syndrome اختصارًا: IFIS)‏ هي إحدي المضاعفات التي قد تحدث أثناء استخراج المياه البيضاء في بعض المرضى. تتميز هذه المتلازمة بوجود قزحية رخوة تتأجج استجابة لتيارات السائل داخل العين العادية، وميل هذه القزحية المرنة للتقلص نحو منطقة استخراج المياه البيضاء أثناء الجراحة، وتضيق حدقة العين أثناء العملية بالرغم من الإجراءات المتبعة لمنع ذلك. 
لقد ارتبطت متلازمة القزحية المتحركة بالتامسولوسين (على سبيل المثال، الفلوموكس)، وهو دواء يوصف على نطاق واسع للأعراض البولية المرتبطة بالتضخم البروستاتي الحميد (BPH). والتامسولين هو دواء يعمل علي مستقبلات ألفا انتقائيا فيعمل علي إرخاء المثانة والعضلات الملساء البروستاتية. على هذا النحو، فإنه يريح العضلات الموسعة للقزحية من خلال الارتباط بنهايات العصب ما بعد المشبكي.  ترتبط الكثير من المواد بمستقبلات ألفا المختلفة، ولكن تامسولوسين لديه ارتباط أقوى من الآخرين. 
ينص بيان مشترك لجمعيتي طب العيون على أن الفئة الرئيسية الأخرى من الأدوية لعلاج التضخم البروستاتي الحميد مثبطات الانزيم الاختزالي ألفا -5- لا يبدو أنها تسبب متلازمة القزحية المتحركة.  5-ARIs تشمل فيناسترايد، دواء يستخدم عادة كعلاج خط أول للتضخم البروستاتي الحميد والقرع الاندروجيني، ويرتبط الدواء أيضا مع تكوين المياه البيضاء. 
لا ترتبط شدة الحالة بمدة تناول تامسولوسين. 